# Laxay
Laxay, schottisch-gälisch Lacasaigh, ist ein Weiler auf der schottischen Hebrideninsel Lewis and Harris.

## Lage
Der Weiler liegt auf Lewis, dem Nordteil der Doppelinsel, an der Nordküste der Meeresbucht Loch Erisort. Die nächstgelegenen Ortschaften sind der zwei Kilometer östlich gelegene Weiler Keose und das fünf Kilometer westlich gelegene Balallan. Stornoway, der Hauptort der Insel, liegt 14 Kilometer nördlich. Nördlich erstreckt sich eine hügelige Platte, die von zahlreichen kleinen Seen durchzogen ist. Westlich mündet der aus Loch Trealaval abfließende, kurze Bach Laxay in den Loch Erisort. Im Loch Erisort liegt die kleine Felseninsel Eilean Mòr Lacasaidh gegenüber. Laxay erstreckt sich entlang der A859.

## Geschichte
Auf der ersten, 1852 aufgenommenen, Karte der Ordnance Survey der Region sind in Laxay 37 bedachte, zwei teilweise bedachte und fünf unbedachte Gebäude verzeichnet. Drei der Gebäude sind als Kornmühlen gekennzeichnet. 1974 waren es 47 bedachte, fünf teilweise bedachte und 30 unbedachte Gebäude. Die United Free Church of Scotland ließ 1910 in Laxay die Kinloch Parish Church errichten.